# Turbonilla sebastiani
Turbonilla sebastiani är en snäckart som beskrevs av Bartsch 1917. Turbonilla sebastiani ingår i släktet Turbonilla och familjen Pyramidellidae. Inga underarter finns listade i Catalogue of Life.